# Língua ketengban
Ketengban, também chamada Kupel, Kufel-wenga, Oktengban é uma língua Papua falada por cerca de 10 mil pessoas do povo de mesmo nome da província indonésia de Papua Oriental, próxima à fronteira com Papua-Nova Guiné.

## Dialetos
Os Dialetos are Okbab (Okbap), Bime, Onya (Una Leste), Una, Omban (Kamume), Sirkai.

## Numeração
A exemplo e outras línguas também da Nova Guiné,  Wurunfjari e Wotjobaluko, o Ketengban apresenta um curioso sistema de numeração, aqui de 1 a 27, usando termos referentes ao corpo humano como dedos, parte as do braço, do tronco e da cabeça (rosto).

## Escrita
A língua usa o alfabeto latino sem as letras F, J, Q, V, X, Z.

## Amostra de texto
Uda, tenpu taruda, Simondi Andreas cap, Lukas cap tep pepu. "Yarerumpa, nun bisam kaleng benkope," pepupa, dyen cap, mar cap dopram bura mutu kalengbei. Sun adipapu bura bisam tenpu epi. Sun abisam warekidi, er nong dana-dana tara kalengmai. Marapu dinen, abisam mendepu. Abisam yu weik kupudi, bisamdi Simon er nong yuma si topra popu. Andreas cap, Lukas cap, bisam popserur tenen, co amnyo tara sepra berei. Sun abisam tep, kwar dakrei.
Português
Simão disse a André e Lucas: "Vamos caçar porcos". Eles pegaram arcos e flechas e entraram na floresta. Logo eles viram um javali. Eles cercaram o porco. Então Lucas atirou nele com uma flecha, mas o porco não morreu. O porco tornou-se desenfreado e atacou Simão. O porco feriu Simão em várias partes de seu corpo. André e Lucas correram atrás da árvore porque tinham medo do porco